# Ariès (entreprise)
Pour les articles homonymes, voir Ariès.

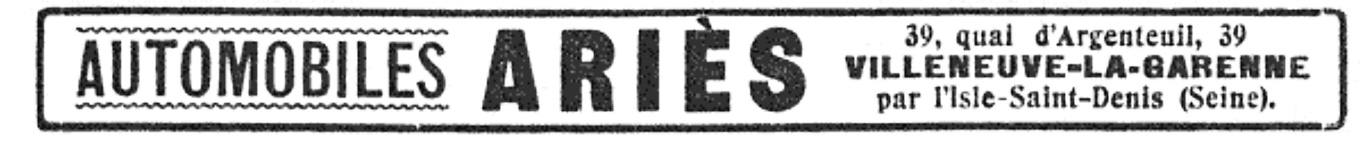
Ariès (1907).

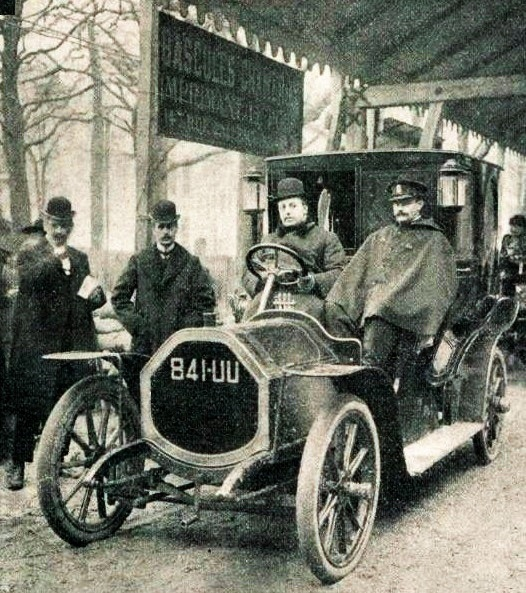
La voiture de tourisme Ariès 12-15 hp victorieuse du Concours de Ville, le 22 décembre 1905 à Paris.

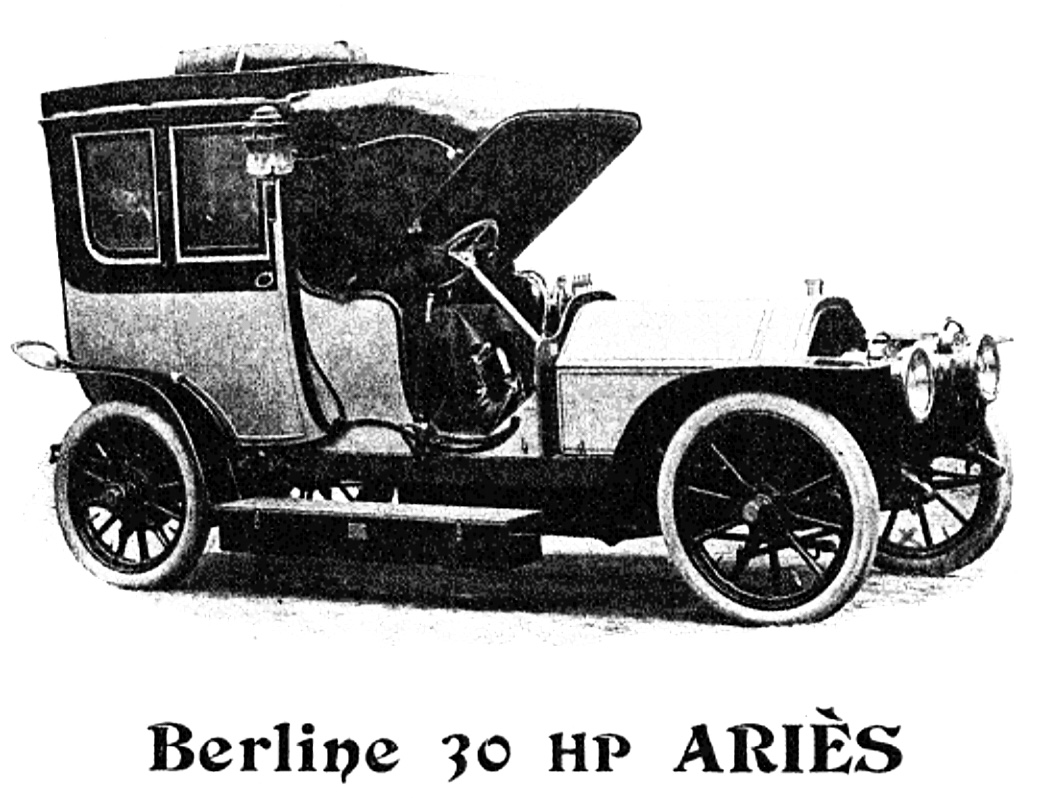
Ariès Type GB 24/30 CV.

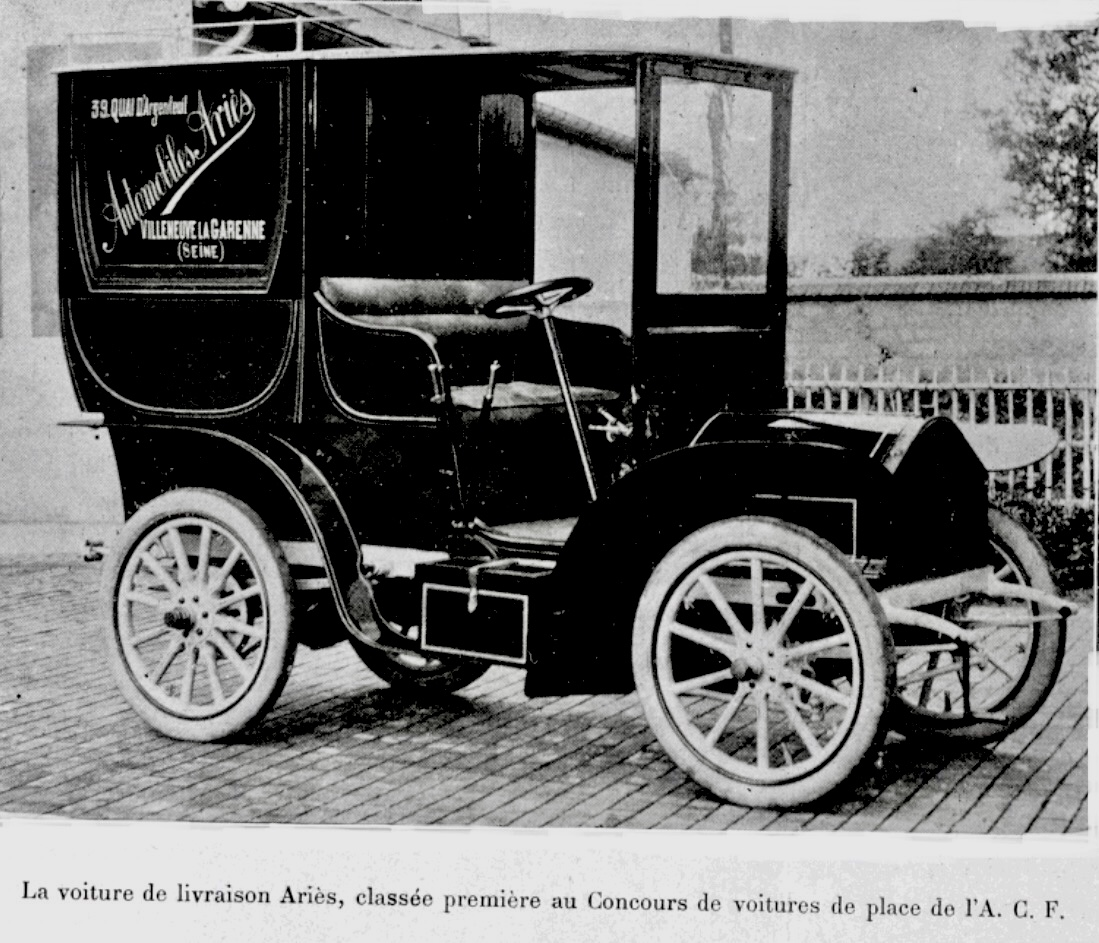
La voiture de livraison Ariès (1903).

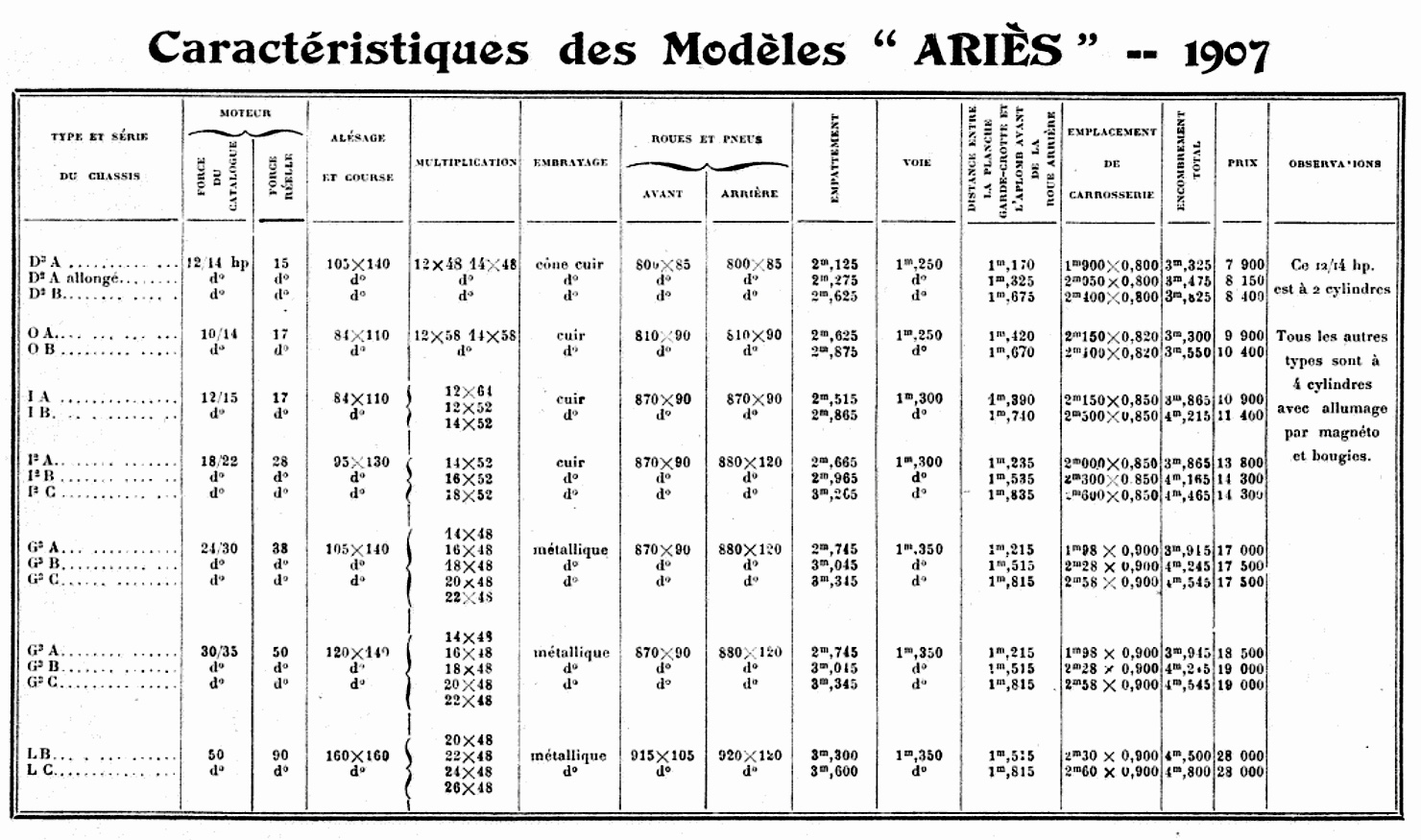
Caractéristiques des modèles Ariès à partir de (1907).

Ariès est une ancienne firme française de fabrication d'automobiles et de camions active entre 1903 et 1938. 
Elle a été créée en 1903 par le baron Charles Petiet.
La marque, qui s'est illustrée dans le domaine de la voiture de luxe, a disparu en 1938.

## Histoire
Ingénieur récemment diplômé de l'École centrale des arts et manufactures de Paris, Charles Petiet crée en 1903 la Société des Automobiles Ariès, d'abord à Asnières[réf. nécessaire] avant d'être transférée à Villeneuve-la-Garenne, quai d'Argenteuil (aujourd'hui quai Sisley).
Le nom « ariès » est la traduction latine du mot bélier, un animal qui symbolise la force, l'audace et l'agilité, des qualités que le baron tient à retrouver dans ses automobiles.
Le choix du quai d'Argenteuil est dicté à cause d'un contrat signé avec l'usine Aster de Villeneuve-la-Garenne pour la fourniture des moteurs qui équiperont les premiers modèles. Le lycée Charles Petiet de l'automobile, à Villeneuve-la-Garenne, porte aujourd'hui le nom du créateur de la marque Ariès (un exemplaire original d'une automobile Aries est exposé dans le hall d'accueil de l'établissement).
Le baron Petiet entend concevoir des voitures qui soient de qualités et robustes. Le succès de ses premiers modèles l'encourage dans cette voie.
- Fin 1903, un représentant de commerce entreprend un tour de France automobile d'environ 5 000 km au volant d'une 12/14 HP (type B) sans incidents mécaniques. C'est une superbe publicité qui vient à point pour cette entreprise naissante.

- En 1904 une gamme complète de véhicules voit le jour, elle s'étend du modèle 8/10 HP (type C) bi-cylindres au modèle 30/35 HP (type F) à quatre cylindres.

Rapidement, les « anciens » modèles se perfectionnent et de nouveaux font leur apparition.
- En 1905, ce sont les types G (18/22 HP ou 30/35 HP) puis I (12/15 HP puis 18/22 HP). La marque remporte cette année-là trois compétitions pour voitures de tourisme: le Concours de l'A.C. de Touraine sur 30 hp, la Coupe de Compiègne de l'A.C. de l'Oise aussi sur 30 hp, et surtout le 22 décembre le "Concours de Ville" sur 100 kilomètres dans Paris organisé par l'Automobile Club de France à l'occasion du salon de l'automobile, avec une 12-15 hp[1].

Le type G3 à quatre cylindres, rallie l'usine de Lyon[réf. nécessaire] à 500 km en moins de 8 heures avec une consommation de 10 litres aux 100, un record pour l'époque. Cette même année Ariès établit le record de vitesse du mile à Ostende avec 106 km/h. 
Parallèlement au développement des voitures de tourisme, des véhicules utilitaires de 2 à 3 tonnes de charge utile sont étudiés et des fourgons participent aux manœuvres militaires. La firme construit des omnibus qui seront les premiers à assurer le transport de voyageurs en milieu rural. 
- En 1906, la marque commercialise le luxueux modèle 50 HP de 12 litres de cylindrée.

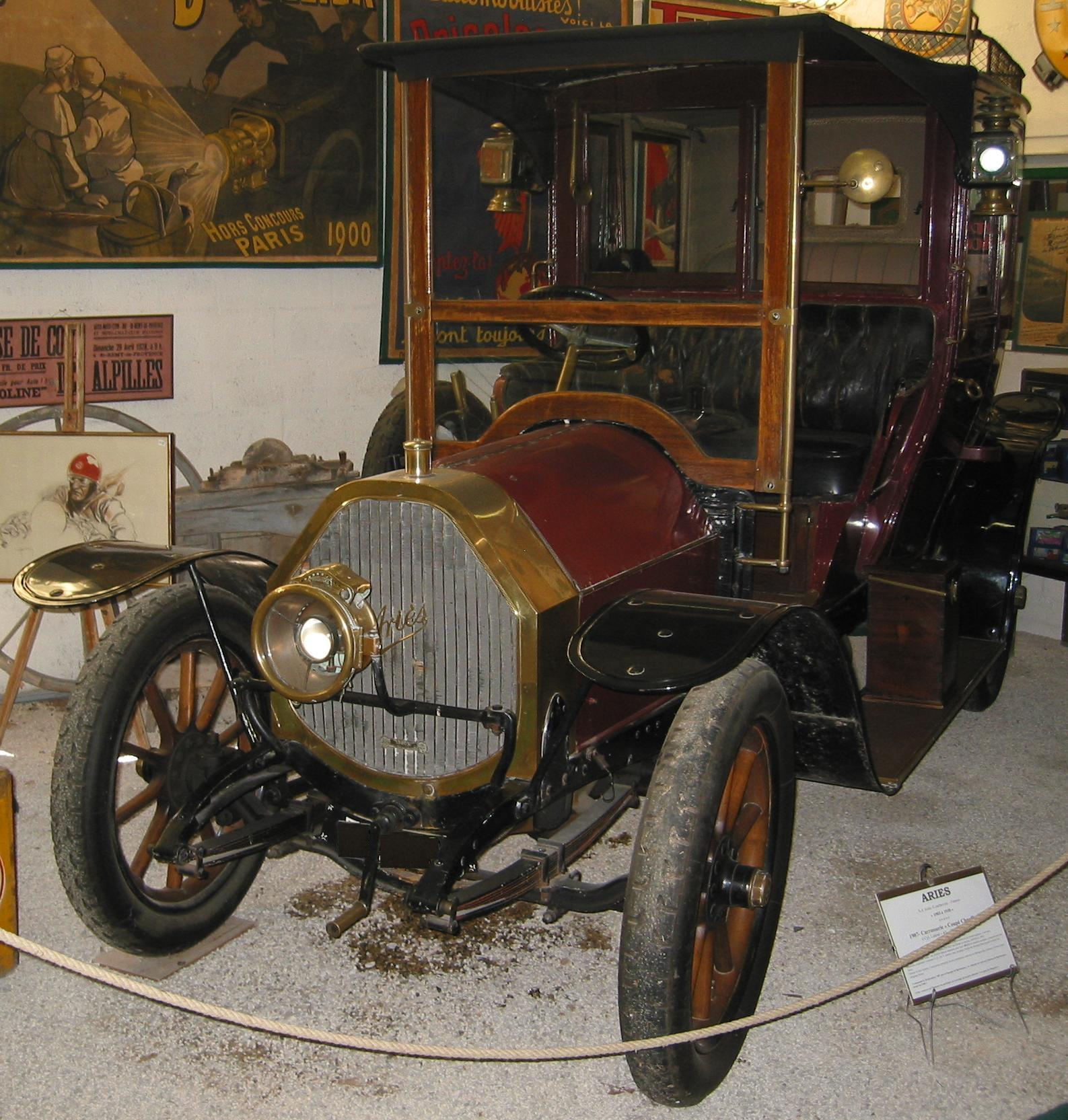
Ariès de 1907.

- En 1907, les modèles 20/30 HP (type P) sont lancés, ils constitueront les modèles phares de la marque jusqu'à la guerre.

C'est à bord d'un modèle de la série O qu'Edmond Borde, beau-frère de Charles Petiet, réussit à rallier Paris et Madrid en 48 heures avec une consommation moyenne de 11,5 litres aux 100. Cette expérience prouve que des voitures populaires peuvent être les égales des grandes au niveau de l'endurance et des performances.
En tant que constructeur de véhicules industriels l'entreprise lance deux nouveaux modèles aux extrémités de la gamme de 700 kg et de 4,5 et 6,5 tonnes de charge utile. La marque fournit également les pays étrangers en exportant des autobus à étage pour Londres, des taxis pour New York et des camions partent pour l'Espagne et l'Amérique latine.
Toujours en 1907, Ariès conçoit sa première voiture de course dérivée du châssis de la 20/30 HP, avec un moteur à quatre cylindres à arbre à cames en tête, une boîte de vitesses à quatre rapports et une transmission classique. Engagée dans le circuit des Ardennes puis à la Coupe de la Presse et enfin à la Coppa Florio en Italie, la voiture ne fait que de la figuration. Néanmoins, le baron Petiet persiste dans la compétition et il concentre ses efforts sur le type VT monocylindre à un arbre à cames en tête avec quatre soupapes.
- En 1908, cette voiturette remporte quelques victoires et places d'honneurs. Mais Charles Petiet stoppe provisoirement la participation d'Ariès en course.

Alors que les types CE et Q de haut de gamme, dérivés du type L sortent des chaînes, la crise économique frappe. La tendance est alors aux modèles populaires et bon marché, l'usine de Villeneuve-la-Garenne produit alors une 6 HP (type B).
- En 1909, la crise économique persiste, le créneau de la petite voiture économique est de plus en plus demandé, la firme propose donc la voiturette type S.

- En 1910, Ariès lance le premier moteur français à six cylindres en V (fermé à 15 degrés) sur la 10/14 HP (type S6) remplaçant le moteur en ligne de 1908. La marque continue dans les véhicules de poche avec la 8/10 HP (type V) à quatre cylindres en V fermé de 1,1 litre dont la disposition avait douze ans d'avance. L'essieu arrière De Dion se généralise. La marque innove en commercialisant les premiers camions à benne basculante.

- En 1911, le camion type R4 obtient la prime qu'offre le Ministère de la guerre dans le but de promouvoir des transports routiers de qualité. Depuis, Ariès présente régulièrement ses camions aux différents concours, ceux organisés par l'armée ou ceux de régularité et de consommation, se classant à chaque fois aux places d'honneur.

- En 1912, la 20/30 HP type P2 adopte le moteur sans-soupape Knight.

- En 1913, trois voitures de tourisme 12/16 HP sont engagées dans le Tour de France. Sur les 28 voitures au départ, 17 seront à l'arrivée dont deux Ariès, l'une d'elles remportant l'épreuve. Un camion de moyen tonnage, le type R6, fait son apparition.

Lorsque la Première Guerre mondiale éclate, Ariès participe à l'effort et augmente le rythme de sa production. Plus de 3 000 camions 18/24 HP seront fabriqués durant la guerre, ainsi que quelques voitures de tourisme destinées à l'État Major.
- À partir de 1916, l'entreprise fabrique également des moteurs d'avions à huit cylindres en V Hispano-Suiza. Une usine est construite à Paris dans le 20e arrondissement.

- En 1918, la production des automobiles redémarre. Les locaux de Villeneuve-la-Garenne sont abandonnés au profit d'une nouvelle usine située avenue Marceau à Courbevoie. Le modèle 5 HP sort des chaînes.

- En 1920, la firme reprend la production de la série S de 1913 qui, réactualisée, prend l'appellation de « Nouvelles 15 HP Ariès ». Ces modèles populaires seront construits jusqu'en 1929 dans différentes versions, dont une utilitaire.

- En 1923, apparaît un nouveau type, le CC4. Il s'agit une évolution du CC2 qui permet de proposer des voitures à 4 places et non plus à 2/3 places. La puissance des moteurs est développée (8/10 CV) et les voitures seront indifféremment référencées CC4 (CC4-2, CC4-3, CC4N, ...) ou S (SL2, S4, etc.), S désignant « Sport » ou « Super ».

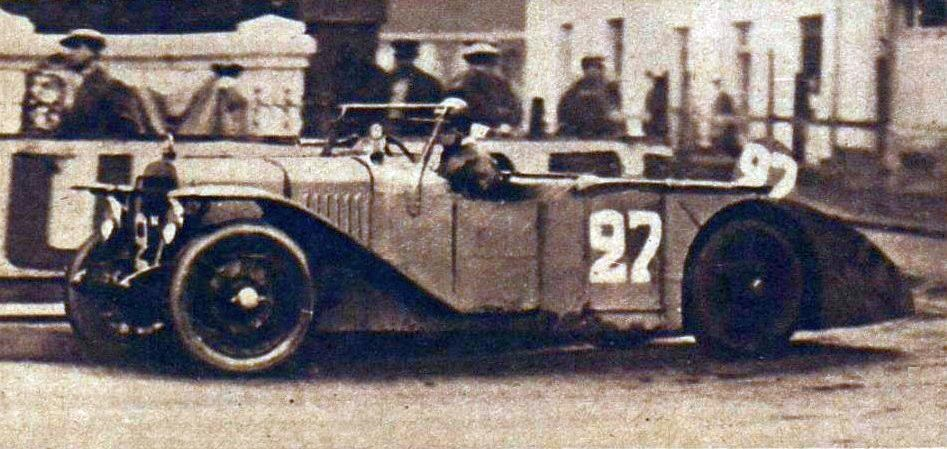
Robert Laly vainqueur de la Coupe Georges Boillot 1927, sur Ariès 3L.

- En 1925, les ingénieurs de la marque présentent de véritables voitures de course. Ces modèles, « Grand Sport » bénéficient de moteurs gonflés, avec arbre à cames en tête et sont habillés de très belles carrosseries ouvertes et profilées à vocation très sportive. Engagées dans plusieurs épreuves, les voitures se comportent honorablement. Mais ce sont surtout les versions Grand Sport 3 litres utilisant un moteur plus puissant, qui se distinguent. Seconde dans la célèbre coupe Boillot en 1926, une « Grand Sport 3 litres » termine à la première place de sa catégorie dans les courses de côte de Boulogne-Billancourt et Argenteuil, avant de remporter l'année suivante les 6 heures de Bourgogne, les 24 heures de Belgique, la coupe Florio, le Critérium International et enfin la coupe Boillot pour ne citer que les plus importantes. De 1926 à 1928, Fernand Gabriel et Louis Paris[2] participent ensemble aux 24 Heures du Mans.

- En 1927, la marque participe à l'édition annuelle des 24 Heures, où elle abandonne avec panache, car à la 22e heure le type GP2 est en tête lorsqu'il doit quitter la course. Cette même année, une 8/10 CV de série s'illustre lors d'un raid de 20 000 km autour du Sahara, démontrant la robustesse et l'endurance de ce modèle. Robert Laly gagne surtout la Coppa Florio, la Coupe Georges Boillot, la catégorie 3L. des 24 Heures de Spa, celle Sport des 6 Heures de Dijon et une autre au Gran Premio de Turismo Guipúzcoa, comme cité supra. L'année suivante Laly s'impose encore à Dijon, cette fois au général. Jean Chassagne conduisit aussi pour la marque.

Dans le domaine des utilitaires, si l'immédiat après-guerre a été satisfaisant, les affaires périclitent, surtout à partir de 1923. Non seulement la demande s'essouffle, mais la concurrence se fait de plus en plus sérieuse avec Berliet et Renault en particulier. 
Les ventes des automobiles sont elles aussi menacées et alors que de nombreuses marques disparaissent, Ariès s'efforce de survivre en simplifiant progressivement son catalogue, pour s'orienter vers un modèle unique avec la 9-40 qui possède un moteur à distribution mixte.
- En 1934, l'entreprise sort la Super 10-50 qui sera déclinée en plusieurs versions jusque 1936. Cette série présente des caractéristiques qui la rendent chère : 
  - culasse à distribution mixte, soupapes d'admission en tête et soupapes d'échappement latérales, ce qui permet une vitesse de pointe de 120 km/h,
  - transmission à double démultiplicateur (2x3 vitesses),
  - direction articulée par cardans (comme la Citroën Traction Avant),
  - volant à gauche, comme sur les automobiles Unic et les voitures populaires.

À cause de la crise, le baron Petiet suggère une coalition qui regrouperait les différents constructeurs français. Cette solution n'aboutit pas. Certains constructeurs réorientent leurs activités vers les véhicules industriels, comme Berliet et Unic, ou vers la production de moteurs d'avion, comme Hispano-Suiza et Salmson. D'autres s'unissent tels Mathis et Ford, mais ces unions de circonstance se terminent toutes aux dépens du plus petit des partenaires.
- En 1938, la production des modèles Ariès, qui avaient fait la preuve d'originalité, de qualités réputées, de performances intéressantes et d'un confort qui les faisaient souvent comparer à la prestigieuse marque anglaise Rolls-Royce, cesse.

Ce petit constructeur a produit environ 20 000 châssis seulement en 35 ans, soit moins de deux par jour en moyenne. Il n'a pas pu résister face aux gros industriels produisant cent fois plus vite. Le baron Petiet ne veut pas d'un mariage forcé, alors en 1938 il décide de mettre un terme l'aventure et la marque Ariès disparaît comme marque indépendante.

## Évolution des modèles
- 1903 : type A
- 190? : type D (4 cylindres)
- 1904 : camion
- 1905 : omnibus
- 1906 : type L
- 1907 : utilitaire 700 kg
- 1907 : camion (4 cylindres)
- 1907 : type VT (compétition)
- 1908 : type Q
- 1909 : type S (voiturette)
- 1910 : type V (4 cylindres en V)
- 1910 : type S6 (6 cylindres en V)
- 1910 : camion à benne basculante
- 1910 : camion type R2
- 1912 : type P2 (sans soupapes)
- 1913 : camion type R6

Camion Ariès en 1910.

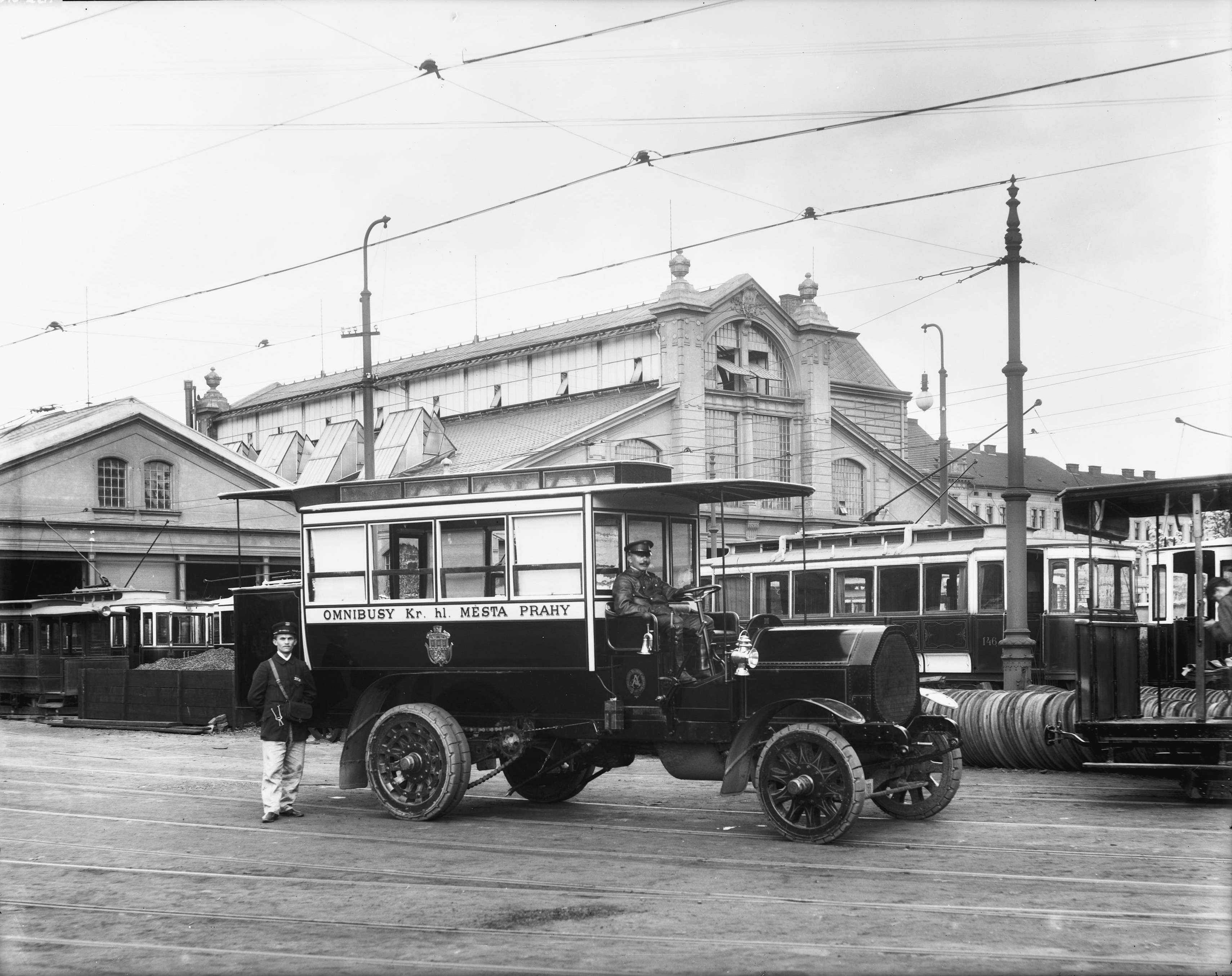
Ariès omnibus, Prague, 1908.

- 1915 : type CC puis CC2, CC2N et CC2-3
- 1920 : « Nouvelles 15 HP »
- 1924 : 8/10 CV type CC4-2, CC4-3, CC4N, S, SL2, S4
- 1925 : Grand Sport (compétition)
- 1933 : 9-40 type C4/B
- 1934 : Super 10-50